# Boarmia chloralphus
Boarmia chloralphus är en fjärilsart som beskrevs av Eugen Wehrli 1937. Boarmia chloralphus ingår i släktet Boarmia och familjen mätare. Inga underarter finns listade i Catalogue of Life.